# Gruppo Sportivo Imolese "Francesco Zardi" 1941-1942
Questa voce raccoglie le informazioni riguardanti il Gruppo Sportivo Imolese "Francesco Zardi" nelle competizioni ufficiali della stagione 1941-1942.

## Rosa
| N. |                   | Ruolo | Calciatore         |
| -- | ----------------- | ----- | ------------------ |
|    | Italia (bandiera) | A     | Walter Balbi       |
|    | Italia (bandiera) | D     | Icilio Baroncini   |
|    | Italia (bandiera) | C     | Giovanni Bonara    |
|    | Italia (bandiera) | A     | Giovanni Codrigani |
|    | Italia (bandiera) | A     | Luigi Costa        |
|    | Italia (bandiera) | A     | A. Domenicali      |
|    | Italia (bandiera) | C     | Giovanni Emiliani  |

| N. |                   | Ruolo | Calciatore        |
| -- | ----------------- | ----- | ----------------- |
|    | Italia (bandiera) | C     | Walter Gardelli   |
|    | Italia (bandiera) | D     | Leonardo Guerrini |
|    | Italia (bandiera) | A     | Giuseppe Minguzzi |
|    | Italia (bandiera) | D     | Bruno Obici       |
|    | Italia (bandiera) | P     | P. Pedini         |
|    | Italia (bandiera) | A     | Ezio Pirazzini    |
|    | Italia (bandiera) | P     | Livio Xella       |